# Nagroda Miasta Łodzi
Nagroda Miasta Łodzi (w latach 1927–1932: Nagroda Literacka Miasta Łodzi, od 1933: Nagroda Miasta Łodzi dla Nauki, Literatury i Sztuki) – nagroda ustanowiona z inicjatywy prezydenta Łodzi Mariana Cynarskiego, przyznawana przez Radę Miejską w Łodzi od 1927, obecnie z okazji Święta Miasta (15 maja) osobom lub grupom osób za wybitne osiągnięcia w działalności zawodowej lub społecznej w ciągu ostatnich pięciu lat. Nagroda przyznawana jest w szczególności za działalność naukową, artystyczną i gospodarczą.  

## Charakterystyka
Nagrodę Miasta Łodzi przyznaje Rada Miejska w Łodzi za wybitne osiągnięcia w działalności zawodowej lub społecznej w ciągu ostatnich 5 lat. Może być nadawana osobom fizycznym lub grupom osób fizycznych. Nagrodę tę przyznaje się raz w roku, z okazji Święta Miasta Łodzi (15 maja), na wniosek instytucji naukowych lub organizacji społecznych.
Przyznanie nagrody potwierdza się wydaniem okazjonalnego dyplomu. Ewidencję osób nagrodzonych oraz sprawy organizacyjno-techniczne związane z przyznawaniem Nagrody prowadzi Biuro Rady Miejskiej. Rada przyznaje do 5 nagród rocznie.
Kwota nagrody nie może być niższa niż równowartość pięciokrotności kwoty bazowej określonej w ustawie budżetowej dla osób zajmujących kierownicze stanowiska państwowe. W 2019 gratyfikacja wynosiła 25 tys. zł brutto.
W latach 1955–1961 Nagroda Rady Miasta Łodzi w dziedzinie literatury była nazywana nagrodą literacką im. Juliana Tuwima. Nie należy jej mylić z przyznawaną od 2013 roku Nagrodą Literacką im. Juliana Tuwima.
Najczęściej (2–krotnie) laureatami nagrody zostawali:
- Julian Tuwim (1928, 1949),
- Hanna Małkowska (1963, 1981),
- Tadeusz Szewera (1968, 1986),
- Władysław Orłowski (1968, 1987),
- Marian Kryszewski (1982, 1996),
- Zespół Tańca Ludowego „Harnam” (1973, 1997),
- Stanisław Fijałkowski (1988, 1998),
- Krystyna Bobrowska (1989, 1998),
- Jan Michalski (1969, 2000),
- Sabina Nowicka (1990, 2000),
- Ryszard Rosin (1990, 2000),
- Stanisław Liszewski (1995, 2003),
- Marian Mikołajczyk (1985, 2006),
- Jan Moos (1989, 2007)
- Zdzisław Szostak (1987, 2010),
- Andrzej Kazimierz Koziarski (2002, 2017),
- Marcel Szytenchelm (1999, 2020).

## Laureaci

### 1927 – 1945
- 1927: Aleksander Świętochowski – nagroda literacka za całokształt działalności pisarskiej[3]
- 1928: Julian Tuwim – nagroda literacka za całokształt działalności pisarskiej na polu literatury[3]
- 1929: Aleksander Brückner – nagroda literacka za działalność na polu krytyki literackiej[3]
- 1930: Zofia Nałkowska – nagroda literacka za całokształt działalności na polu literatury[3]
- 1931: nagrody nie przyznano ze względu na zmianę regulaminu[2]
- 1932: Władysław Strzemiński – nagroda plastyczna za całokształt prac w zakresie sztuk plastycznych[3]
- 1933: Andrzej Strug – nagroda literacka za całokształt działalności na polu literatury[3]
- 1934: nie przyznano nagrody ze względu na brak funduszy[2]
- 1935: Czesław Witoszyński – nagroda naukowa za wybitne zasługi w dziedzinie lotnictwa[3]
- 1936: Kazimierz Twardowski – nagroda za całokształt pracy naukowej w zakresie filozofii[3]
- 1937: Tadeusz Kulisiewicz – nagroda plastyczna za całokształt działalności artystycznej w dziedzinie grafiki i drzeworytnictwa[3]
- 1938 – 1945: nie przyznano

### 1946 – 1990
- 1946: Mieczysław Jastrun – nagroda literacka za całokształt pracy literackiej[3]
- 1947: Helena Kijeńska-Dobkiewiczowa – nagroda muzyczna za całokształt pracy twórczej i pedagogicznej w dziedzinie muzyki[3]
- 1948: Leon Schiller – nagroda teatralna za całokształt pracy reżyserskiej i aktorskiej[3]
- 1949: Julian Tuwim – nagroda literacka za całokształt twórczości poetyckiej[3]
- 1950: Józef Korski, Witold Korski i Roman Szymborski – nagroda architektoniczna za rozwiązanie architektoniczne Teatru Narodowego w Łodzi[3]
- 1951 – 1954: nie przyznano
- 1955: Marian Piechal – nagroda literacka im. Juliana Tuwima[3]
- 1956[3]:
  - Stanisław Czernik – nagroda literacka im. Juliana Tuwima;
  - Zdzisław Głowacki – nagroda za dorobek w dziedzinie malarstwa sztalugowego, ściennego i grafiki;
  - Józef Pilarski – nagroda za długotrwałą działalność w łódzkim środowisku roboczym oraz szereg doskonałych kreacji aktorskich;
  - Władysław Raczkowski – nagroda muzyczna za całokształt pracy w dziedzinie muzyki, ze szczególnym uwzględnieniem osiągnięć pedagogicznych oraz za aktywne przyczynienie się do powstania Opery Łódzkiej.
- 1957[3]: 
  - Władysław Bratkowski – nagroda naukowa w zakresie nauk technicznych za osiągnięcia w technologii włókienniczej oraz całokształt pracy naukowej, organizacyjnej i dydaktycznej;
  - Konrad Jażdżewski – nagroda naukowa w zakresie nauk humanistyczno-społecznych za wybitne osiągnięcia w dziedzinie archeologii;
  - Kazimierz Jurdziński – nagroda muzyczna za całokształt pracy twórczej i pedagogicznej w dziedzinie muzyki;
  - Albin Łubniewicz – nagroda plastyczna za całokształt pracy twórczej w dziedzinie malarstwa sztalugowego i ściennego;
  - Janina Mieczyńska – nagroda teatralna za całokształt pracy pedagogicznej w szkolnictwie teatralnym oraz za osiągnięcia w zakresie choreografii teatralnej;
  - Włodzimierz Słobodnik – nagroda literacka im. Juliana Tuwima.
- 1958[3]: 
  - Kiejstut Bacewicz – nagroda muzyczna za całokształt pracy artystycznej i pedagogicznej na polu muzyki;
  - Kazimierz Dejmek – nagroda pracy aktorskiej za zasługi artystyczne oraz za trwały wkład w rozwój teatru w Polsce;
  - Alicja Dorabialska – nagroda naukowa za osiągnięcia w dziedzinie promieniotwórczości oraz za działalność naukową, dydaktyczną i organizacyjną;
  - Konstanty Mackiewicz – nagroda plastyczna za całokształt pracy na polu plastyki;
  - Władysław Rymkiewicz – nagroda literacka im. Juliana Tuwima za całokształt działalności literackiej;
  - Stefania Skwarczyńska – nagroda naukowa za wybitne osiągnięcia w zakresie teorii literatury oraz za całokształt prac naukowo-badawczych.
- 1959[3]:
  - Eugeniusz Budlewski, Cyprian Jaworski i Zbigniew Wysznawski (Miejska Pracownia Urbanistyczna) – nagroda architektoniczno-plastyczna;
  - Henryk Czyż – nagroda muzyczna za całokształt twórczości muzycznej;
  - Stanisław Łapiński – nagroda teatralno-filmowa.
- 1960[3]:
  - Atanazy Boryniec – nagroda naukowa w dziedzinie nauk technicznych;
  - Józef Wacław Grott – nagroda naukowa w dziedzinie nauk medycznych;
  - Leszek Kazimierz Pawłowski – nagroda naukowa w dziedzinie nauk przyrodniczych;
  - Jan Szczepański – nagroda naukowa w dziedzinie nauk humanistyczno-społecznych.
- 1961[3]:
  - Bolesław Busiakiewicz – nagroda w dziedzinie publicystyki i działalności kulturalno-oświatowej;
  - Leon Gomolicki – nagroda literacka im. Juliana Tuwima;
  - Edward Rosset – nagroda w dziedzinie nauk ekonomicznych;
  - Wincenty Tomaszewicz – nagroda w dziedzinie nauk medycznych.
- 1962[3]:
  - Jadwiga Hryniewiecka – nagroda w dziedzinie upowszechnienia kultury;
  - Adam Ginsbert – nagroda za pracę w dziedzinie nauk ekonomicznych związanych z Łodzią;
  - Witold Korewa[b] – nagroda w dziedzinie nauk technicznych;
  - Jan Moll, Marian Śliwiński, Mieczysław Smyk-Wilczyński, Stanisław Adamski, Stefan Skotnicki i Stefan Chyliński (zespół lekarzy II Kliniki Chirurgicznej Akademii Medycznej) – nagroda w dziedzinie nauk medycznych.
- 1963[3]:
  - Jan Dylik – nagroda w dziedzinie nauk przyrodniczych;
  - Zofia Jerzmanowska – nagroda w dziedzinie nauk medycznych;
  - Eugeniusz Jezierski – nagroda w dziedzinie nauk technicznych i postępu technicznego;
  - Hanna Małkowska – nagroda w dziedzinie upowszechniania kultury.
- 1964[3]:
  - Eugeniusz Ajnenkiel – nagroda w dziedzinie upowszechnienia kultury;
  - Andrzej Himmel[c] – nagroda w dziedzinie nauk medycznych;
  - Paweł Prindisz – nagroda w dziedzinie nauk technicznych;
  - Bernard Zabłocki – nagroda w dziedzinie nauk przyrodniczych.
- 1965[3]:
  - Józef Litwin – nagroda w dziedzinie nauk humanistycznych;
  - Józef Rachwalski – nagroda w dziedzinie upowszechnienia kultury;
  - Mieczysław Serwiński – nagroda w dziedzinie nauk chemicznych i postępu technicznego;
  - Janusz Sobański – nagroda w dziedzinie nauk medycznych.
- 1966[3]:
  - Antoni Dmochowski – nagroda w dziedzinie nauk przyrodniczych;
  - Jan Koprowski – nagroda w dziedzinie upowszechnienia kultury;
  - Jerzy Kroh – nagroda w dziedzinie nauk chemicznych;
  - Aleksander Radzimiński[d] – nagroda w dziedzinie nauk medycznych.
- 1967[3][6]:
  - Karol Grabowski[e] – nagroda w dziedzinie upowszechnienia kultury;
  - Władysław Kuczyński – nagroda w dziedzinie nauk technicznych;
  - Jan Leńko – nagroda w dziedzinie nauk medycznych;
  - Aleksander Zawadzki – nagroda w dziedzinie nauk matematyczno-fizycznych.
- 1968[3][7]:
  - Adam Szpunar – nagroda w dziedzinie nauk prawniczych;
  - Jerzy Werner – nagroda w dziedzinie nauk technicznych;
  - Aleksander Pruszczyński (patomorfolog);
  - Jerzy Nitecki, Władysław Orłowski, Roman Sykała, Tadeusz Szewera i Marek Wawrzkiewicz (zespół odpowiedzialny za opracowanie i zrealizowanie widowiska Idąc tysiącleciem, widowiska plenerowego Ballada partyzancka oraz widowiska Dni, które wstrząsnęły światem) – nagroda w dziedzinie upowszechnienia kultury.
- 1969[3]:
  - Witold Janowski – nagroda w dziedzinie nauk matematycznych;
  - Wiesław Jażdżyński – nagroda w dziedzinie upowszechnienia kultury;
  - Wacław Kondek – nagroda w dziedzinie kultury;
  - Jan Michalski – nagroda w dziedzinie nauk chemicznych;
  - Władysław Pełczewski – nagroda w dziedzinie nauk technicznych;
  - Jan Pruszyński – nagroda w dziedzinie nauk medycznych.
- 1970:[3]:
  - Jadwiga Andrzejewska – nagroda w dziedzinie upowszechniania kultury;
  - Janusz Bardach – nagroda w dziedzinie nauk medycznych;
  - Edward Józefowicz – nagroda w dziedzinie nauk chemicznych;
  - Antonina Kłosowska – nagroda w dziedzinie nauk humanistycznych;
  - Zygmunt Latoszewski – nagroda w dziedzinie upowszechniania kultury;
  - Aleksander Zwierko – nagroda w dziedzinie architektury.
- 1971[3]:
  - Józef Borsuk[f] – nagroda w dziedzinie medycyny społecznej;
  - Marian Chwalibóg – nagroda w dziedzinie nauk technicznych;
  - Benon Liberski – nagroda w dziedzinie upowszechniania kultury;
  - Józef Marczak[g] – nagroda w dziedzinie upowszechniania wiedzy;
  - Wacław Szubert – nagroda w dziedzinie nauk społecznych.
- 1972[3];
  - Władysław Bojkow – nagroda w dziedzinie upowszechniania kultury i twórczości artystycznej;
  - Henryk Debich – nagroda w dziedzinie upowszechniania kultury;
  - Olga Olgina-Mackiewicz – nagroda w dziedzinie upowszechniania wiedzy i kultury;
  - Tadeusz Pawlikowski – nagroda w dziedzinie nauk medycznych;
  - zespół realizatorów Studia Małych Form Filmowych „Se-Ma-For” w składzie: Leon Dembiński, Janina Hartwig, Eugeniusz Ignaciuk, Mieczysław Janik, Jadwiga Kudrzycka, Leszek Nartowski, Marian Sitek, Tadeusz Wilkosz – nagroda w dziedzinie upowszechniania kultury i twórczości artystycznej;
  - Zespół pracowników Zakładu Energetycznego Łódź-Miasto w składzie: Jan Cerski, Mirosław Cichulski, Józef Kaczkowski, Marian Kępa, Włodzimierz Kławruć, Andrzej Kowalówka, Zygfryd Kwiatkowski, Maria Laskowska-Bogusławska, Lucjan Laskowski, Roman Rojek, Zdzisław Sabela, Władysław Sieczyński, Stefan Snawadzki, Jan Suchara, Jan Szymczak – nagroda w dziedzinie techniki.
- 1973[3]:
  - Witold Hahn[h] – nagroda w dziedzinie nauk chemicznych;
  - Jerzy Nofer – nagroda w dziedzinie nauk medycznych;
  - Igor Sikirycki – nagroda za twórczość literacką oraz upowszechnianie wiedzy i kultury;
  - Stanisław Zagrodzki – nagroda za osiągnięcia naukowe i techniczne w dziedzinie cukiernictwa;
  - Zespół Tańca Ludowego im. Szymona Harnama – w dziedzinie upowszechniania kultury i twórczości artystycznej.
- 1974[3]:
  - Jerzy Leyko – nagroda w dziedzinie nauk technicznych;
  - Henryk Rudnicki – nagroda w dziedzinie upowszechniania kultury i popularyzację dziejów Łodzi;
  - Witold Śmiech – nagroda w dziedzinie fonetyki historycznej i morfologii języka polskiego;
  - zespół: Mieczysław Badziak i Zdzisław Wlazłowicz – nagroda za całokształt pracy przy budowie wodociągu Sulejów-Łódź;
  - zespół projektantów Pracowni Wzornictwa Laboratorium Przemysłu Jedwabniczego i Tkanin Dekoracyjnych w składzie: Irena Chrząszcz, Roman Korbik, Barbara Kubik, Henryk Kubik, Halina Ładanowska, Maria Łopińska, Stefania Olszak, Zofia Samoggy, Zygmunt Suty – nagroda w dziedzinie upowszechniania kultury i sztuki (rozwój wzornictwa i estetyki produkcji przemysłowej dywanów i tkanin dekoracyjnych).
- 1975[8][3]:
  - Stanisław Cwynar – nagroda za całokształt twórczości naukowej i działalność w zakresie profilaktyki, terapii i rehabilitacji psychiatrycznej;
  - Jan Huszcza – nagroda za całokształt twórczości literackiej;
  - Krystyna Kondratiuk – nagroda w dziedzinie upowszechniania i propagandy tkaniny artystycznej;
  - Gryzelda Missalowa – nagroda za prace naukowe dotyczące dziejów przemysłu włókienniczego i klasy robotniczej w okręgu łódzkim;
  - Mieczysław Woźniakowski – nagroda za całokształt działalności oświatowej i kulturalnej;
  - członkowie Brygady Pracy Socjalistycznej z Zakładów Przemysłu Bawełnianego im. Obrońców Pokoju „Uniontex” w składzie: Jerzy Wilczyński, Helena Bartczak, Janina Chabarzyńska, Stefan Dziuba, Wiktoria Frątczak, Wacława Gadaj, Helena Jagieło, Jadwiga Janas, Cecylia Kurzawa, Janina Łudczak, Irena Majczykowska, Irena Michalak, Józefa Opas i Stanisława Piotrowska;
  - zespół konstruktorów i technologów, twórców przędzarki bezwrzecionowej PF-1 metodą wiru stacjonarnego, w składzie: Wacław Ankudowicz, Tadeusz Filipczak, Jerzy Jabłkiewicz, Tadeusz Jędryka, Ryszard Jóźwicki, Henryk Kubica, Józef Łaski, Jan Pacholski – nagroda w dziedzinie nauk technicznych, a zwłaszcza włókiennictwa.
- 1976[3]:
  - Stanisław Dzierzbicki[i] – nagroda za działalność naukową i dydaktyczną w dziedzinie aparatów elektrycznych;
  - Antoni Kasprowicz – nagroda za całokształt twórczości i działalności literackiej;
  - Bogumił Kozłowski[j] – nagroda za działalność naukową i dydaktyczną w dziedzinie okulistyki;
  - Włodzimierz Musiał – nagroda za działalność naukową i dydaktyczną w dziedzinie kardiologii;
  - Feliks Żukowski – nagroda za całokształt działalności aktorskiej, reżyserskiej i organizatorskiej w Teatrze im. Stefana Jaracza.
- 1977[3]:
  - Wacław Biliński – nagroda za całokształt twórczości i działalności literackiej;
  - Mieczysław Jagoszewski – nagroda za całokształt twórczości i działalności dziennikarskiej oraz literackiej związanej z Łodzią;
  - Wiesław Łasiński – nagroda za całokształt twórczości w zakresie nauk medycznych oraz działalności dydaktycznej;
  - Antoni Majak – nagroda za całokształt działalności aktorskiej i reżyserskiej w Operze Łódzkiej;
  - Edward Szwarcsztajn – nagroda za całokształt działalności naukowej, technicznej i dydaktycznej w dziedzinie przetwórstwa celulozy oraz rozwoju przemysłu papierniczego;
  - Władysław Welfe – nagroda za całokształt działalności naukowej i dydaktycznej w zakresie ekonometrii i jej wykorzystania w procesach gospodarczych.
- 1978[3]:
  - Andrzej Alichniewicz[k] – nagroda za całokształt działalności naukowej i osiągnięcia w kształceniu kadry lekarskiej;
  - Bohdan Baranowski – nagroda za całokształt działalności naukowej, dotyczącej terenów Polski środkowej, a zwłaszcza dziejów Łodzi i regionu Łódzkiego;
  - Jerzy Czacki[l] – nagroda za całokształt działalności w zakresie wdrażania osiągnięć nauk rolniczych do produkcji, podnoszenia kwalifikacji zawodowych producentów rolnych i prowadzenia działalności gospodarczej;
  - Wanda Karczewska – nagroda za całokształt działalności literackiej;
  - Wojciech Pilarski – nagroda za działalność aktorską i reżyserską;
  - Ryszard Stanisławski – nagroda za zasługi dla rozwoju muzealnictwa, a zwłaszcza za popularyzowanie sztuki współczesnej;
  - Janusz Szosland – nagroda za działalność naukową i dydaktyczną w dziedzinie włókiennictwa;
  - Zbigniew Szymonowicz – nagroda za całokształt działalności koncertowej, kompozytorskiej i pedagogicznej;
- 1979[3]:
  - Tadeusz Chróścielewski – nagroda za całokształt twórczości literackiej;
  - Anna Dylik – nagroda za całokształt działalności naukowej i dydaktycznej w dziedzinie geografii;
  - Edward Galas – nagroda za całokształt działalności naukowej i dydaktycznej w dziedzinie biochemii technicznej;
  - Henryk Konarzewski[m] – nagroda za całokształt działalności dydaktyczno-wychowawczej;
  - Teresa May-Czyżowska – nagroda za całokształt osiągnięć artystycznych w dziedzinie śpiewu operowego;
  - Feliks Parnell – nagroda za całokształt działalności artystycznej w dziedzinie baletu;
  - Józef Skrobiński – nagroda za całokształt twórczości artystycznej w dziedzinie malarstwa;
  - Władysław Tkaczewski – nagroda za całokształt działalności naukowej i dydaktycznej w dziedzinie medycyny;
  - Janusz Wyżnikiewicz – nagroda za działalność projektową i realizacyjną w dziedzinie architektury.
- 1980[9][3]:
  - Delfina Ambroziak – nagroda za całokształt osiągnięć w dziedzinie śpiewu operowego;
  - Zygmunt Charzyński – nagroda za całokształt działalności naukowej i dydaktycznej w dziedzinie matematyki;
  - Kazimierz Dębski – nagroda za całokształt działalności w dziedzinie upowszechniania kultury muzycznej;
  - Marian Jaeschke – nagroda za całokształt działalności artystycznej w dziedzinie malarstwa;
  - Antoni Kotełko[n] – nagroda za całokształt działalności naukowej i dydaktycznej w dziedzinie technologii środków leczniczych;
  - Władysław Malczewski – nagroda za całokształt osiągnięć artystycznych i działalność dydaktyczną w dziedzinie śpiewu operowego;
  - Bronisław Sochor – nagroda za całokształt działalności naukowej i dydaktycznej w dziedzinie elektrotermii i jej zastosowań w gospodarce energetycznej;
  - Bernard Sztajnert – nagroda za całokształt twórczości literackiej;
  - zespół inżynierów Łódzkich Zakładów Radiowych „Unitra-Fonica” w składzie: Witold Bohdziun, Leon Bołdaniuk, Janusz Joński, Jan Kędziora, Marek Mierzwiński, Stefan Skoczek, Andrzej Skoneczny – za osiągnięcia w dziedzinie przygotowywania i wdrożenia do produkcji seryjnej gramofonów i wzmacniaczy klasy Hi-Fi, odpowiadających standardom międzynarodowym.
- 1981[10][3]:
  - Henryk Błasiński – nagroda za działalność naukowo-badawczą, dydaktyczno-wychowawczą i społeczną;
  - Agnieszka Brych[o] – nagroda za całokształt pracy zawodowej i społecznej oraz wkład pracy związanej z kształceniem kadr pielęgniarskich;
  - Roman Kaczmarek – nagroda za całokształt pracy zawodowej w dziedzinie kultury, bibliotekarstwa i społecznej w zakresie badań i popularyzacji dziejów Łodzi i regionu;
  - Aleksander Kamiński – nagroda pośmiertna za całokształt twórczości literackiej;
  - Bolesław Kardaszewski – nagroda za całokształt działalności projektowej i realizacyjnej w dziedzinie architektury;
  - Irena Kasprzak – nagroda za całokształt pracy zawodowej i społecznej w dziedzinie wychowania dzieci specjalnej troski;
  - Hanna Małkowska – nagroda za działalność artystyczną i pedagogiczną w dziedzinie aktorskiej;
  - Józef Miksa[p] – nagroda za całokształt pracy zawodowej i społecznej w dziedzinie rolnictwa;
  - Zenon Płoszaj – nagroda za całokształt działalności dydaktycznej w dziedzinie kultury muzycznej;
  - Zdzisław Ruszczak[q] – nagroda za całokształt działalności naukowej i dydaktyczno-wychowawczej w dziedzinie medycyny;
  - Zenon Torzecki – nagroda za całokształt działalności naukowej, zawodowej i społecznej;
  - Jerzy Wróblewski – nagroda za całokształt działalności naukowo-badawczej i dydaktyczno-wychowawczej w dziedzinie teorii państwa i prawa;
- 1982[3]:
  - Jan Bąbiński[r] – nagroda za całokształt twórczości dziennikarskiej i literackiej;
  - Karol Dejna – nagroda za całokształt twórczości naukowej i badawczej w dziedzinie dialektologii polskiej i słowiańskiej;
  - Krystyna Hencz[s] – nagroda za zasługi dla rozwoju ruchu artystycznego i działalność społeczno-wychowawczą;
  - Eufemia Jagielska – nagroda za całokształt działalności samorządowej i terenowego opiekuna społecznego;
  - Wojciech Drygas – nagroda za całokształt pracy zawodowej i społecznej w dziedzinie rozwoju dziennikarstwa;
  - Marian Kryszewski – nagroda za całokształt działalności naukowo-badawczej i dydaktycznej w dziedzinie fizyki i fizykochemii polimerów;
  - Stanisław Kuczewski – nagroda za całokształt działalności naukowo-badawczej w dziedzinie nauki i techniki;
  - Jadwiga Lech-Skubińska – nagroda za całokształt pracy zawodowej w dziedzinie farmakologii oraz za działalność społeczną;
  - Jerzy Rowiński[t] – nagroda za całokształt pracy zawodowej i społecznej oraz działalność profilaktyczno-leczniczą;
  - Jan Szwed[u] – nagroda za całokształt pracy pedagogicznej, społecznej i sportowej;
  - Franciszek Wesołowski – nagroda za całokształt działalności dydaktycznej i naukowo-artystycznej w dziedzinie kultury muzycznej.
- 1983[3]:
  - Rajmund Ambroziak – nagroda za działalność artystyczną w dziedzinie upowszechniania kultury muzycznej;
  - Józef Arkusz – nagroda za działalność reżyserską w dziedzinie filmu oświatowego i naukowego;
  - Hieronim Bartel[v] – nagroda za całokształt działalności naukowo-badawczej oraz społeczno-instruktorskiej w Związku Harcerstwa Polskiego;
  - Tadeusz Chojecki[w] – nagroda za całokształt działalności społecznej i propagandowej z dziećmi i młodzieżą szkolną;
  - Wiesław Garboliński – nagroda za całokształt działalności artystycznej i dydaktycznej w dziedzinie sztuk plastycznych;
  - Irena Kik[x] – nagroda za całokształt pracy twórczej i zasługi dla rozwoju amatorskiego ruchu artystycznego;
  - Konstanty Markiewicz – nagroda za całokształt działalności naukowo-badawczej i dydaktycznej w zakresie nauk medycznych;
  - Włodzimierz Olejniczak[y] – nagroda za całokształt pracy zawodowej, społecznej i wynalazczej;
  - Tadeusz Papier – za całokształt działalności literackiej;
  - Władysław Piotrowski[z] – nagroda za całokształt działalności naukowo-badawczej i dydaktycznej w dziedzinie ekonomiki przemysłu i postępu technicznego;
  - Jerzy Rachwalski – nagroda za całokształt działalności w dziedzinie nauki i techniki oraz organizacji, zarządzania i ekonomiki przemysłu włókienniczego;
  - Zofia Skalska[aa] – nagroda za całokształt pracy oświatowo-wychowawczej i pedagogicznej;
  - Ewa Wycichowska – nagroda za działalność artystyczną w dziedzinie sztuki baletowej;
  - zespół pracowników Zakładu Artykułów Medycznych Centralnego Ośrodka Badawczo-Rozwojowego Przemysłu Dziewiarskiego w składzie: Alicja Dyczka, Krystyna Lesiakowska, Andrzej Nawrocki, Czesław Okrojek, Krzysztof Raczyński – nagroda za zastosowanie tworzyw sztucznych w medycynie.
- 1984[3]:
  - Feliks Bąbol – nagroda za całokształt pracy zawodowej i społecznej w dziedzinie dziennikarstwa;
  - Krystyna Kotełko[ab] – nagroda za całokształt działalności naukowej i dydaktycznej;
  - Zbigniew Kuchowicz – nagroda za całokształt działalności naukowej i literackiej;
  - Józef Karol Lasocki – nagroda za całokształt działalności artystycznej i dydaktycznej w dziedzinie upowszechniania muzyki;
  - Władysława Matuszewska – nagroda za szczególne osiągnięcia społeczne i w działalności harcerskiej i oświatowej;
  - Jerzy Mazurczyk – nagroda za szczególne zasługi artystyczne w dziedzinie rzeźbiarstwa i twórczości pomnikowej;
  - Józefa Plota[ac] – nagroda za działalność społeczną i kulturalną w środowisku wiejskim;
  - Antoni Prusiński – nagroda za całokształt działalności naukowej i dydaktycznej w dziedzinie nauk medycznych;
  - Jerzy Ruciński – nagroda za całokształt działalności naukowo badawczej i dydaktycznej;
  - Lech Sosnowski – nagroda za całokształt działalności zawodowej w dziedzinie handlu;
  - Stanisław Stempnik[ad] – nagroda za wybitne osiągnięcia wynalazcze i racjonalizatorskie;
  - Kazimierz Trznadel – nagroda za całokształt działalności naukowo-badawczej, lekarskiej i dydaktycznej;
  - zespół ds. rehabilitacji przy Kole Dzieci Specjalnej Troski w Pabianicach w składzie: Napoleon Durajski, Irena Pomaz, Tadeusz Szymański, Jadwiga Wajs-Marcinkiewicz – nagroda za działalność społeczną w dziedzinie rehabilitacji dzieci specjalnej troski.
- 1985[3]:
  - Mieczysław Bandurka – nagroda za całokształt działalności zawodowej i społeczności w zakresie popularyzacji dziejów Łodzi;
  - Wirgiliusz Gryń – nagroda za całokształt działalności w dziedzinie upowszechniania kultury;
  - Zenon Hodor – nagroda za całokształt działalności artystycznej i pedagogicznej w dziedzinie muzyki;
  - Władysława Król[ae] – nagroda za całokształt pracy pedagogicznej w zakresie wychowywania przedszkolnego;
  - Władysław Lachowicz – nagroda za całokształt działalności dziennikarskiej, społecznej i wychowawczej;
  - Edward Mendelewski[af] – nagroda za całokształt działalności naukowo-badawczej w zakresie produkcji drobiu;
  - Marian Mikołajczyk – nagroda za całokształt działalności naukowej, dydaktycznej i organizacyjnej w dziedzinie chemii organicznej;
  - Stefan Przewłocki – nagroda za całokształt działalności naukowej i dydaktycznej w dziedzinie geodezji i kartografii;
  - Leszek Rózga – nagroda za całokształt działalności artystycznej w dziedzinie sztuk plastycznych;
  - Zdzisław Rydzyński – nagroda za całokształt działalności naukowo-badawczej, lekarskiej i społeczno-politycznej;
  - Romuald Skowroński – nagroda za całokształt pracy naukowo-dydaktycznej w zakresie nauk chemicznych;
  - Edward Szuster – nagroda za całokształt twórczości literackiej i działalności społecznej;
  - Wydawnictwo Łódzkie – nagroda za całokształt działalności w zakresie literatury i upowszechniania czytelnictwa.
- 1986[3]:
  - Leon Downarowicz[ag] – nagroda za osiągnięcie najwyższych wyników produkcyjno-ekonomicznych w produkcji rolnej;
  - Zbigniew Frieman – nagroda za całokształt działalności artystycznej i dydaktycznej w dziedzinie muzyki;
  - Marta Janic – nagroda za całokształt działalności wychowawczej, artystycznej i społecznej w krzewieniu kultury wśród dzieci i młodzieży;
  - Aniela Kasperek[ah] – nagroda za całokształt działalności zawodowej i społecznej w niesieniu pomocy chorym;
  - Edward Kącki – nagroda za całokształt działalności naukowo-technicznej i dydaktycznej w dziedzinie informatyki;
  - Andrzej Kurnatowski – nagroda za całokształt działalności naukowej, dydaktycznej i społecznej;
  - Zofia Libiszowska – nagroda za całokształt działalności naukowej, dydaktycznej i społecznej;
  - Józef Lisowski[ai] – nagroda za całokształt działalności społeczno-oświatowej w dziedzinie rehabilitacji młodzieży specjalnej troski;
  - Henryk Rafalski – nagroda za całokształt działalności naukowo-badawczej i dydaktycznej w dziedzinie higieny i epidemiologii;
  - Bogusław Sochnacki – nagroda za całokształt osiągnięć artystycznych w dziedzinie aktorstwa;
  - Tadeusz Szewera – nagroda za całokształt osiągnięć w pracy publicystyczno-reporterskiej.
- 1987[3]:
  - Ludwik Benoit – nagroda za osiągnięcia artystyczne i upowszechnianie kultury teatralnej;
  - Leszek Cieciura – nagroda za całokształt działalności naukowej i dydaktycznej w dziedzinie histologii i embriologii;
  - Czesław Głąbski – nagroda za działalność społeczno-polityczną i zawodową w dziedzinie spółdzielczości mieszkaniowej;
  - Andrzej Feliks Grabski – nagroda za osiągnięcia naukowe i dydaktyczno-wychowawcze w zakresie historii myśli społeczno-politycznej oraz historiografii;
  - Janusz Indulski – nagroda za osiągnięcia naukowe, dydaktyczne i pracę społeczno-polityczną;
  - Tadeusz Koter – nagroda za osiągnięcia w dziedzinie techniki maszyn elektrycznych i transformatorów;
  - Bogusław Majewski[aj] – nagroda za działalność zawodową i społeczną w dziedzinie opieki nad dziećmi specjalnej troski;
  - Władysław Orłowski – nagroda za twórczość literacką i działalność społeczną w rozwoju kultury teatralnej i filmowej;
  - Zdzisław Szostak – nagroda za osiągnięcia artystyczne i dydaktyczne w dziedzinie muzyki;
  - Zofia Tarnowska-Kaczmarek[ak] – nagroda za działalność publicystyczną i społeczną;
  - Kazimierz T. Wasilewski – nagroda za działalność zawodową i społeczną na rzecz rozwoju i modernizacji Łodzi oraz województwa łódzkiego;
  - zespół pracowników Fabryki Szlifierek „Ponar-Łódź” w Głownie, w składzie: Marian Danych, Stanisław Jakubowski, Andrzej Niepsuj, Józef Olejnik, Waldemar Sikorski, Antoni Tomal – nagroda za opracowanie i wdrożenie doseryjnej produkcji nowoczesnej rodziny szlifierek.
- 1988[3]:
  - Zofia Borkowska[al] – nagroda za całokształt działalności społecznej w samorządzie mieszkańców;
  - Henryk Chmielewski – nagroda za całokształt działalności naukowo-badawczej, lekarskiej i społeczno-politycznej;
  - Stanisław Fijałkowski – nagroda za całokształt dorobku artystycznego i dydaktycznego;
  - Wiktor Grala[am] – nagroda za całokształt pracy zawodowej i społecznej;
  - Zdzisław Haś – nagroda za osiągnięcia naukowe i dydaktyczne w dziedzinie techniki;
  - Bogdan Hussakowski – nagroda za osiągnięcia w dziedzinie działalności reżyserskiej;
  - Mieczysław Kacperczyk[an] – nagroda za całokształt działalności naukowej i dydaktycznej w dziedzinie muzyki;
  - Edward Kaźmierczak – nagroda za działalność społeczną i zawodową w dziedzinie rozwoju Łodzi i przemysłu włókienniczego;
  - Zbigniew Kopczyński[ao] – nagroda za osiągnięcia w dziedzinie nauki, techniki i gospodarki;
  - Zdzisław Prochowski[ap] – nagroda za osiągnięcia w pracy naukowej, dydaktycznej, organizacyjnej i społecznej w dziedzinie nauk ekonomicznych;
  - Ludwik Sobolewski – nagroda za całokształt działalności społecznej w dziedzinie kultury fizycznej i sportu;
  - Wojciech J. Stec – nagroda za działalność naukową i dydaktyczną w dziedzinie chemii bioorganicznej i organicznej fosforu;
  - Antoni Szram – nagroda za całokształt działalności w dziedzinie upowszechniania kultury i ochrony zabytków;
  - Jerzy Wilmański – nagroda za działalność literacką, radiową i prasową oraz społeczno-polityczną;
  - Leszek Woźniak – nagroda za całokształt działalności organizacyjnej, naukowo-badawczej i dydaktycznej w dziedzinie onkologii.
- 1989[3]:
  - Stanisław Barcikowski[aq] – nagroda za całokształt działalności naukowej, badawczej i dydaktycznej w dziedzinie chirurgii;
  - Krystyna Bobrowska – nagroda za całokształt działalności w dziedzinie upowszechniania kultury teatralnej;
  - Jerzy Brzeziński[ar] – nagroda za całokształt działalności naukowej i dydaktycznej w dziedzinie lecznictwa neurochirurgicznego;
  - Natalia Maria Gajl – nagroda za całokształt działalności naukowo-badawczej, dydaktycznej i społecznej;
  - Jan Moos[as] – nagroda za całokształt działalności pedagogicznej i społecznej w dziedzinie oświaty;
  - Stanisław Ochmański – nagroda za całokształt działalności artystycznej dla dzieci;
  - Sławomir Pietras – nagroda za całokształt działalności w dziedzinie upowszechniania kultury;
  - Henryk Sokół – nagroda za całokształt działalności gospodarczej, społecznej i zawodowej w spółdzielczości spożywców;
  - Włodzimierz Szczeciński – nagroda za całokształt działalności fotoreporterskiej;
  - Henryk Walenda – nagroda za całokształt działalności publicystycznej i dziennikarskiej;
  - Witold Żurek – nagroda za całokształt działalności naukowej i dydaktycznej w dziedzinie przemysłu włókienniczego;
  - Centrum Szkolenia Oficerów Politycznych im. L. Waryńskiego – nagroda za całokształt działalności.
- 1990[11][3]:
  - Tadeusz Gicgier – nagroda za wybitne osiągnięcia w dziedzinie kultury;
  - Eugeniusz Grzelak[at] – nagroda za wybitne osiągnięcia w pracy dydaktycznej i naukowej w dziedzinie ortopedii;
  - Michał Jabłoński – nagroda za całokształt działalności naukowo-dydaktycznej i wkład w rozwój przemysłu elektrotechnicznego;
  - Adam Junka[au] – nagroda za wybitne osiągnięcia w pracy zawodowej w dziedzinie włókiennictwa oraz działalność społeczną na rzecz środowiska łódzkiego;
  - Tomasz Kiesewetter – nagroda za całokształt działalności i twórczości w dziedzinie muzyki;
  - Michał Kuna – nagroda za całokształt działalności naukowej, pedagogicznej, społecznej i zawodowej w dziedzinie bibliotekarstwa;
  - Stefan Miecznikowski – nagroda za wieloletnią działalność kapłańską i społeczną;
  - Sabina Nowicka – nagroda za całokształt działalności na rzecz kultury;
  - Witold Ostrowski – nagroda za całokształt działalności naukowej i dydaktycznej w dziedzinie filologii angielskiej;
  - Jerzy Kazimierz Piotrowski[av] – nagroda za całokształt działalności naukowej, społecznej i zawodowej w dziedzinie toksykologii i ochrony środowiska;
  - Ryszard Rosin – nagroda za całokształt działalności naukowo-dydaktycznej i popularyzatorskiej w dziedzinie historii i tradycji ziemi łódzkiej;
  - Teresa Tyszkiewicz – nagroda za całokształt działalności artystycznej w dziedzinie malarstwa oraz wzornictwa włókienniczego;
  - zespół inżynierów Fabryki Aparatury Elektromedycznej „Famed”, w składzie: Lesław Domański, Danuta Karbownik, Albin Kwiecień, Feliks Mierzejewski, Ireneusz Świątek – nagroda za konstrukcyjne opracowanie i wdrożenie do produkcji nowej generacji medycznych urządzeń oświetleniowych.

### od 1991
- 1991 – 1993: nie przyznano
- 1994[3]:
  - Władysław Rudolf Gundlach – nagroda za twórczość naukową;
  - Leszek Józef Wojtczak[aw] – nagroda za twórczość naukową.
- 1995[3]:
  - Wojciech Jerzy Has – nagroda za twórczość artystyczną;
  - Stanisław Liszewski – nagroda za twórczość naukową;
  - Jerzy Urbankiewicz – nagroda za twórczość literacką.
- 1996[3]:
  - Marian Kryszewski – nagroda za twórczość naukową;
  - Czesław Strumiłło – nagroda za twórczość naukową;
  - Ignacy Szor[ax] – nagroda za działalność społeczną.
- 1997[3]:
  - Dorota Anna Koman – nagroda za działalność zawodową;
  - Apoloniusz Zawilski;
  - Jan Krysiński – nagroda za twórczość naukową;
  - Jadwiga Tryzno i Janusz Tryzno – nagroda za twórczość literacką;
  - Zespół Tańca Ludowego „Harnam” – nagroda za twórczość artystyczną;
  - Zespół Artystyczny Teatru „Logos” – nagroda za twórczość artystyczną.
- 1998[3]:
  - Krystyna Bobrowska – nagroda za działalność społeczną;
  - Marek Edelman – nagroda za działalność zawodową;
  - Stanisław Fijałkowski – nagroda za działalność artystyczną;
  - Jan Karniewicz[ay] – nagroda za twórczość naukową;
  - Henryk Kluba – nagroda za twórczość naukową i artystyczną;
  - Wanda Leyko[az] – nagroda za twórczość naukową.
- 1999[3]:
  - Danuta Falak[ba] – nagroda za działalność zawodową;
  - Irena Jaros[bb] – nagroda za działalność społeczną;
  - Alicja Jaruga – nagroda za twórczość naukową;
  - Leon Niemczyk – nagroda za twórczość artystyczną;
  - Ryszard Rosin – nagroda za twórczość naukową;
  - Marcel Szytenchelm – nagroda za twórczość artystyczną.
- 2000[3]:
  - Maria Krzemińska-Pakuła – nagroda za twórczość naukową;
  - Ireneusz Kulesza – nagroda za działalność społeczną;
  - Krzysztof Kuźmiński – nagroda za twórczość naukową;
  - Jan Michalski – nagroda za twórczość naukową;
  - Sabina Nowicka – nagroda za działalność zawodową i społeczną;
  - Wiesław Puś – nagroda za twórczość naukową;
  - Andrzej Wilczkowski – nagroda za twórczość literacką i działalność społeczną;
  - Leszek Woszczyński – nagroda za twórczość artystyczną.
- 2001[3][13]:
  - Ryszard Wiesław Bonisławski;
  - Ryszard Edward Gajdziński[bc]
  - Bożena Łucja Matuszczyk[bd]
  - Waldemar Franciszek Michowicz
  - Tadeusz Mieczysław Paryjczak
  - Halina Pędziwiatr-Karbowska
  - Waldemar Stanisław Wilhelm
  - Krzysztof Adam Wojciechowski[be]
- 2002[3]:
  - Urszula Jadwiga Gocał;
  - Ryszard Hunger;
  - Marek Mieczysław Koter – uzasadnienie: „cykl jego wykładów i publikacji to cenny wkład do rejestracji i rekonstrukcji dziejów Łodzi”;
  - Andrzej Kazimierz Koziarski;
  - Mirosław Zbigniew Wojalski;
  - Eugeniusz Wojciechowski[bf] – w uzasadnieniu podano m.in.: „aktywny w działalności doradczo-eksperckiej”, „współtworzy koncepcję rozwoju Łodzi”;
  - Ryszard Czubaczyński.
- 2003:
  - Stanisław Liszewski[14][3].
- 2004[3]:
  - Czesław Kazimierz Domański[bg] – w uzasadnieniu podano m.in., że dzięki jego aktywności Wydział Ekonomiczno-Socjologiczny Uniwersytetu Łódzkiego „stał się liczącym centrum badań statystycznych”;
  - Andrzej Sapkowski;
  - Cezary Wawrzyniec Szczepaniak – w uzasadnieniu podano m.in., że swoją pracą i działalnością przyczynił się do rozwoju Politechniki Łódzkiej, szczególnie Instytutu Pojazdów, a dzięki pracy w międzynarodowych organizacjach „stał się wspaniałym ambasadorem Łodzi i Politechniki Łódzkiej”. Zaznaczono też, że „chętnie podejmuje inicjatywy na rzecz Łodzi i regionu”;
  - Jadwiga Jolanta Wileńska-Jaworska – w uzasadnieniu podano m.in., że dzięki programowi telewizyjnemu „Filmowa encyklopedia Łodzi i okolic” jej autorstwa, liczącym wtedy już ponad 500 odcinków, historia Łodzi i życie ludzi tworzących to miasto „staje się po każdym odcinku cyklu coraz bliższe i bardziej znajome zaś sama Łódź posiada najbogatszą dokumentację”.
- 2005[3]([15]):
  - Antoni Bolesław Binasiak[bh];
  - Jolanta Chełmińska;
  - Ryszard Andrzej Jajte;
  - Innocenty Ludwik Święcicki;
  - Maria Elżbieta Sawicka;
  - Roman Stanisław Zarzycki[bi]
- 2006[3]([16]):
  - Krystyna Maria Łobza-Wilczkowska[bj] – w uzasadnieniu podano m.in., że dzięki jej inwencji widownia studencka (i nie tylko) poznała wiersze Jana Lechonia, Czesława Miłosza i Kazimierza Wierzyńskiego;
  - Marian Mikołajczyk – w uzasadnieniu podano m.in., że prowadzi aktywną działalność na rzecz rozwoju i integracji łódzkiego środowiska naukowego;
  - Andrzej Józef Ośniecki – w uzasadnieniu podano m.in., że w 2002 roku, jako prezes Zarządu Łódzkiej Specjalnej Strefy Ekonomicznej, poprzez działania marketingowe doprowadził do stworzenia boomu inwestycyjnego w Łodzi i regionie;
  - Maciej Pawlik;
  - Helena Skrzydlewska.
- 2007[3][17]:
  - Janusz Karol Barański;
  - Stanisław Marek Bielecki;
  - nagroda zbiorowa: Bogdan Mac[bk] i Józef Masajtis[bl] – w uzasadnieniu podano, że za ich sprawą Łódź jest „światowym naukowym centrum edytorskim w zakresie włókiennictwa”;
  - Jan Grzegorz Moos[as];
  - Władysław Ryszard Wilczyński.
- 2008[3][20]([21]):
  - Stanisław Zygmunt Kaniewski[bm];
  - Jan Machulski;
  - Maciej Małek;
  - Tomasz Stefan Saryusz-Wolski[bn];
  - Jerzy Antoni Woźniak.
- 2009[3]:
  - Jerzy Jan Jarniewicz;
  - Mieczysław Brunon Michalski;
  - Jakub Rembieliński[bo];
  - Łucja Robak[bp];
  - Bogdan Stanisław Skopiński[bq].
- 2010[3]:
  - Bogusław Hubert[br];
  - Jadwiga Sącińska[bs];
  - Zdzisław Szostak;
  - Bronisław Wrocławski;
  - Mariusz Kania, Iwona Biernacka, Paweł Drobnik[bt].
- 2011[3]:
  - Marian Glinkowski;
  - Marek Janiak;
  - Sława Lisiecka;
  - Michał Seweryński;
  - Wielisława Kazimiera Warzywoda-Kruszyńska.
- 2012[3]:
  - Janusz Edward Boissé;
  - Sławomir Emanuel[bu];
  - Krzysztof Zbigniew Kozłowski[bv];
  - Dominik Jan Sankowski;
  - Ewa Ernestyna Sułkowska-Bierezin.
- 2013[3]:
  - Krystyna Joanna Korcz[bw];
  - Tadeusz Markowski;
  - Andrzej Krzysztof Napieralski;
  - Ignacy Gustaw Romanowski;
  - Marian Julian Wilk.
- 2014[3]:
  - Tomasz Krzysztof Bilicki[bx];
  - Anna Maria Domańska[by];
  - Zbigniew Aleksander Koszałkowski;
  - Mieczysław Kuźmicki;
  - Andrzej Kazimierz Jakub Wentel[bz].
- 2015[3]:
  - Genowefa Franciszka Adamczewska;
  - Barbara Chowaniec[ca];
  - Maria Izabela Gajek[cb];
  - Michał Makula[cc];
  - Dorota Puchowicz[cd].
- 2016[3]:
  - Krzysztof Stanisław Cwynar – w związku z działalnością Stowarzyszenia Studio Integracji;
  - Wojciech Grochowalski;
  - Izabela Marta Janik[ce]
  - Wojciech Nowicki;
  - Piotr Trzaskalski.
- 2017[3]:
  - Anna Wanda Cichocka[cf];
  - Sławomir Fijałkowski[cg];
  - nagroda zespołowa: Andrzej Kazimierz Koziarski, Alicja Teresa Korytkowska, Brygida Helena Butrymowicz – twórcy Uniwersytetów Trzeciego Wieku działających przy Uniwersytecie Łódzkim i Politechnice Łódzkiej;
  - Barbara Ligęza[ch];
  - Iwona Sitarska[ci];
- 2018 – nagrody nie przyznano z powodów politycznych[3][22]
- 2019[3]:
  - Janina Renata Adamczyk[cj]
  - Iwona Teresa Bartosik;
  - Wiesław Józef Chudzik[ck];
  - Jolanta Katarzyna Piątkowska[cl];
  - Krzysztof Stanisław Stefański.
- 2020[3][23]:
  - Zbigniew Andrzej Głuszczak;
  - Waldemar Julian Kowalski[cm];
  - Robert Starzec[cn];
  - Marcel Romuald Szytenchelm;
  - zespół pracowników z Katedry Fizyki Molekularnej Politechniki Łódzkiej: Jacek Paweł Ulański, Beata Magdalena Łuszczyńska, Jarosław Rafał Jung.
- 2021[3]:
  - Wojciech Jaros[co];
  - Andrzej Marian Bartczak;
  - Jarosław Maciej Krajewski[cp];
  - zespół pracowników Politechniki Łódzkiej[cq]: Roman Krzysztof Krasiukianis, Marcin Bartłomiej Kwapisz, Michał Karbowańczyk, Mateusz Smoliński;
  - zespół pracowników Uniwersytetu Łódzkiego[cr]: Grażyna Ewa Karpińska, Aleksandra Krupa-Ławrynowicz, Olgierd Ławrynowicz.
- 2022[3]:
  - Andrzej Krzysztof Kompa[cs];
  - Grzegorz Matuszak;
  - Marek Józef Potrzebowski;
  - Maciej Wiesław Świerkocki;
  - Jakub Adam Kronenberg, Edyta Łaszkiewicz i Magdalena Biernacka (zespół naukowy z Zakładu Analiz Systemów Społeczno-Ekologicznych na Wydziale Ekonomiczno-Socjologicznym Uniwersytetu Łódzkiego).
- 2023[26]:
  - Jolanta Bobińska;
  - Jacek Paweł Kusiński;
  - Jarosław Stanisław Olbrychowski[ct];
  - Cezary Feliks Pawlak;
  - Waldemar Sondka.
- 2024[27]:
  - Piotr Michał Bałczewski;
  - Jadwiga Kamińska, Marek Franciszek Kamiński;
  - Antoni Wincenty Różalski;
  - Aleksander Welfe;
  - Jan Włodzimierz Wołoszyński[cu].
- 2025[28]:
  - Elżbieta Maria Adamiak-Poniedzielska;
  - Jacek Henryk Białek;
  - Marek Sławomir Klimczak;
  - Józefa Danuta Majdańska;
  - Joanna Małgorzata Wibig.